# Gastrochilus platycalcaratus
Gastrochilus platycalcaratus är en orkidéart som först beskrevs av Robert Allen Rolfe, och fick sitt nu gällande namn av Rudolf Schlechter. Gastrochilus platycalcaratus ingår i släktet Gastrochilus och familjen orkidéer. Inga underarter finns listade i Catalogue of Life.